# Sebastián Cruzado Fernández
Sebastián Cruzado Fernández, més conegut com a «Chano» (Huelva, 28 de febrer de 1965) és un exfutbolista andalús. Jugava com a centrecampista o extrem. Va ser internacional amb la selecció espanyola.

## Carrera esportiva
Provinent del Betis Deportivo, va jugar amb el Real Betis Balompié durant les temporades 86-91. Després va fitxar pel Club Deportivo Tenerife, on jugaria huit temporades. Seria fix en les alineacions de l'equip canari, amb més de 30 partits cada campanya, excepte en les dues darreres, on només va jugar 13 i 19 partits. Acabada la temporada 98-99, va deixar la lliga espanyola per a anar-se'n (recomanat per Jupp Heynckes) a les files del Benfica, a Portugal, on romandria durant les temporades 99-00 i 00-01, quan es va retirar.
Va jugar 446 partits en primera divisió comptant aquests tres equips. A l'etapa espanyola va aconseguir fins a 38 gols en lliga.
Fou internacional amb la selecció espanyola en una ocasió en l'Estadi Heliodoro Rodríguez López el 9 de febrer de 1994 davant Polònia, on l'equip entrenat per Javier Clemente va empatar a un.